# Chamaecrista bucherae
Chamaecrista bucherae är en ärtväxtart som först beskrevs av Harold Norman Moldenke, och fick sitt nu gällande namn av Howard Samuel Irwin och Rupert Charles Barneby. Chamaecrista bucherae ingår i släktet Chamaecrista och familjen ärtväxter. IUCN kategoriserar arten globalt som sårbar. Inga underarter finns listade i Catalogue of Life.